# Langschnäuziger Gemeiner Delfin
Der Langschnäuzige Gemeine Delfin ist eine vor allem in wärmeren Meeresregionen vorkommende Morphe des Gemeinen Delfins (Delphinus delphis). Über einen Zeitraum von etwa 20 Jahren wurde er unter der wissenschaftlichen Bezeichnung Delphinus capensis als eigenständige Art angesehen, DNA-Vergleiche zeigten jedoch, dass sich die langschnäuzigen und die kurzschnäuzigen Delfine genetisch nicht unterscheiden lassen.

## Merkmale
Langschnäuzige Gemeine Delfine unterscheiden sich von Kurschnäuzigen Gemeinen Delfinen äußerlich vor allem durch die längere, schmalere Schnauze und die flachere Melone. Der Kopf ist schlank und die Schnauze von der Melone durch eine deutliche Kerbe abgesetzt. Die Körperzeichnung ist variabel. Männchen erreichen eine Länge von 2,0 bis 2,54 Metern, Weibchen sind 1,9 bis 2,2 Meter lang. Das Gewicht adulter Tiere liegt bei 80 bis 150 Kilogramm, wobei die Männchen etwas schwerer sind. Die Körperzeichnung ist komplex und variabel. Die Schnauze ist bis zum Augenfleck dunkel, von ihr zu den Flippern verläuft ein breiter dunkler Streifen. Ein weiterer dunkler Streifen verläuft meist vom Auge bis zum Anus. Die helle Färbung der Brust setzt sich in einen ockerfarbenen Fleck an den Flanken fort, der sich aber im Gegensatz zum Gewöhnlichen Delfin nicht über den Augen fortsetzt und nur an eine schmale Linie über Augen und Schnauze anschließt, die auch fehlen kann, so dass das Gesicht dunkler erscheint. Der Rücken weist ein dunkles Cape auf, das unterhalb der Finne v-förmig nach unten läuft, so dass der Brustfleck zusammen mit dem blass-grauen Schwanzstiel ein Stundenglasmuster bildet. Finne und Flipper weisen im Gegensatz zum Gewöhnlichen Delfin meist kein Weiß auf. Insgesamt ist die Färbung schwächer als beim Gewöhnlichen Delfin. Jungtiere sind bei der Geburt 0,8 bis 1 Meter lang und wiegen etwa 10 Kilogramm. Ihre Schnauze ist kürzer und die Färbung schwächer, so dass sie von jungen Gewöhnlichen Delfinen kaum zu unterscheiden sind.
Der Indo-Pazifische Gemeine Delfin weist eine noch längere, schmalere Schnauze auf.

## Vorkommen
Langschnäuzige Gemeine Delfine kommen in warm-gemäßigten und tropischen Ozeanen in mehreren, wahrscheinlich disjunkten, also nicht-zusammenhängenden Gebieten vor. D. c. capensis findet sich im Atlantik an der Ostküste Südamerikas und der West- und Südküste Afrikas sowie im nördlichen Pazifik vor Japan, Korea und Nordtaiwan und vor Kalifornien, Mittelamerika und Peru. D. c. tropicalis findet sich im Indopazifik vom Roten Meer bis Westtaiwan. An der chinesischen Küste überschneiden sich die Verbreitungsgebiete der Unterarten möglicherweise.

## Lebensweise
Der Langschnäuzige Gemeine Delfin bevorzugt wärmere, flachere Gewässer als der Gewöhnliche Delfin. Langschnäuzige Gemeine Delfine leben in Gruppen aus meist 10 bis 30 Tieren, die sich zu größeren Ansammlungen zusammenfinden können. Als Nahrung dienen hauptsächlich Fische, Tintenfische und Krill.

## Systematik
Die Bezeichnung Delphinus capensis, der wissenschaftliche Name des Langschnäuzigen Gemeinen Delfins, wurde 1828 durch den britischen Zoologen John Edward Gray geprägt. Lange Zeit war umstritten, ob es sich bei Delphinus capensis um eine gültige Art handelt und der Langschnäuzige Gemeine Delfin wurde als Unterart des Gemeinen Delfins (Delphinus delphis) behandelt oder Delphinus capensis galt als Synonym von Delphinus delphis. 1994 konnten Heyning und Perrin jedoch deutliche farbliche und morphologische Unterschiede zwischen kurzschnäuzigen und langschnäuzigen Delfinen von der kalifornischen Küste ausmachen. Der Langschnäuzige Gemeine Delfin (Delphinus capensis) wurde von da an als eine valide Art angesehen, so z. B. in Band 4 des Handbook of the Mammals of the World (Sea Mammals), erschienen 2014. Aber schon ein Jahr später zeigte ein Vergleich der DNA von kurzschnäuzigen und langschnäuzigen Delfinen aus dem Atlantik, dass sie sich nicht unterscheiden lassen. Da das Kap der Guten Hoffnung, die Terra typica von Delphinus capensis, aber am Atlantik liegt, ist Delphinus capensis somit eine invalide Art und Delphinus capensis sowie die Unterart D. c. capensis wurden mit Delphinus delphis synonymisiert, während D. c. tropicalis jetzt eine Unterart von Delphinus delphis ist.

## Haltung in menschlicher Obhut
Ein 1984 geretteter Langschnäuziger Gemeiner Delfin lebte 9 Jahre in SeaWorld San Diego. Dort paarte er sich mehrfach erfolgreich mit weiblichen Großen Tümmlern, woraus drei Hybrid-Jungtiere hervorgingen, von denen ein Weibchen bis heute (2020) überlebt hat. Es pflanzte sich mit männlichen Großen Tümmlern fort, was beweist, dass Hybride aus Tursiops truncatus und Delphinus capensis fertil sind.